# Strada statale 542 di Pontinvrea
La ex strada statale 542 di Pontinvrea (SS 542), ora strada provinciale 542 di Pontinvrea (SP 542), è una strada provinciale italiana che mette in collegamento alcune località dell'Appennino Ligure con la località di Varazze sul mar Ligure.

## Percorso
La strada ha inizio presso Dego, originandosi da un tratto ormai dismesso della strada statale 29 del Colle di Cadibona. Il suo percorso è essenzialmente verso est, con un percorso non lineare che la porta a raggiungere dapprima Giusvalla e poi Pontinvrea. Il percorso vira nettamente verso sud-est, raggiungendo la frazione di Giovo Ligure da dove inizia un tratto in comune con la ex strada statale 334 del Sassello che costeggia il torrente Sansobbia. Il percorso ha una lunghezza totale di 67 km.
I due percorsi si ridividono nel comune di Stella, dove la SS 542 prosegue ancora verso sud-est, entrando nel comune di Varazze, dove seguendo il percorso del torrente Teiro, scende verso il mare e il centro abitato, innestandosi sulla strada statale 1 Via Aurelia.
In seguito al decreto legislativo n. 112 del 1998, dal 2001 la gestione è passata dall'ANAS alla Regione Liguria che ha provveduto al trasferimento dell'infrastruttura al demanio della Provincia di Savona.